# Acolastus furthi
Acolastus furthi es un coleóptero de la familia Chrysomelidae.
Fue descrita científicamente por primera vez en 1994 por Lopatin in Lopatin & Konstantinov.